# 기아 아난타푸르 공장
기아 아난타푸르 공장 (영어: Kia Anantapur Plant)은 인도 안드라프라데시 주 아난타푸르에 위치한 제조 공장이다. 

## 상세
2019년 12월, 기아 아난타푸르 공장이 준공되었으며, 216만㎡ 부지에 연산 300,000 대 규모의 생산능력을 갖춘 최첨단 완성차 생산공장이다. 공장 용수 100% 재활용 시스템, 450대 이상의 로봇 자동화 설비, 스마트 태그를 활용한 차종 및 사양 자동 인식 시스템 등이 적용됐다. 또한, 도장공장 내 로봇 모니터링 체계를 적용해 설비 이상 상태를 조기에 감지할 수 있는 등 각종 스마트 기술이 접목됐으며 하이브리드카, 전기차 등 친환경차 생산라인 설계가 이뤄졌다.
2019년 7월, 기아 셀토스 생산을 시작했으며 사전계약 35일 만에 약 32,000 대를 돌파했다. 2022년에는 다목적차량 카렌스를 신규 생산 시작했다. 카렌스의 경우 2022년 1월부터 5월까지 127,760 대의 판매고를 올렸다.

## 차종
| 이미지 | 차종   |
| ------ | ------ |
|        | 쏘넷   |
|        | 셀토스 |
|        | 카렌스 |
|        | 카니발 |

## 같이 보기
- 기아
- 현대자동차그룹